# ジャクソン・ゴールドストーン
ジャクソン・ゴールドストーン（Jackson Goldstone、2004年2月10日生まれ）は、ブリティッシュコロンビア州スコーミッシュ出身で、マウンテンバイクのダウンヒルで活躍するカナダのサイクリスト[1]。イタリアの ヴァル・ディ・ソーレで開催された2021年UCIマウンテンバイク世界選手権ジュニアダウンヒルで優勝、2022年ジュニアワールドカップ総合優勝。
2022年9月11日、ゴールドストーンはウェールズの ダイフィで開催されたレッドブル・ハードラインで優勝した。ゴールドストーンはリニューアルされたハードラインのコースを2分20秒で完走し、2位のジョー・スミスを6秒半引き離した。18歳のゴールドストーンは、この大会の最年少優勝者となった。
2023年よりサンタクルズシンジケートに所属し、ワールドカップで2勝し、ワールドカップ総合優勝目前に迫る活躍をした。